# Dragelji
Dragelji är en ort i Bosnien och Hercegovina.   Den ligger i entiteten Republika Srpska, i den nordvästra delen av landet, 160 km nordväst om huvudstaden Sarajevo. Dragelji ligger 135 meter över havet och antalet invånare är 143.
Terrängen runt Dragelji är platt åt nordost, men åt sydväst är den kuperad.Närmaste större samhälle är Bosanska Gradiška, 12,2 km nordost om Dragelji. 
Omgivningarna runt Dragelji är en mosaik av jordbruksmark och naturlig växtlighet. Runt Dragelji är det ganska tätbefolkat, med 67 invånare per kvadratkilometer.